# Památník Rudé armády (Olomouc)
Památník Rudé armády nebo také Památník osvobození v Olomouci je prvním architektonickým dílem ve stylu socialistického realismu na území Československa. Byl slavnostně odhalen 15. července 1945, 68 dní po konci druhé světové války. Jeho autorem je olomoucký architekt Jaroslav Kovář mladší.

## Popis

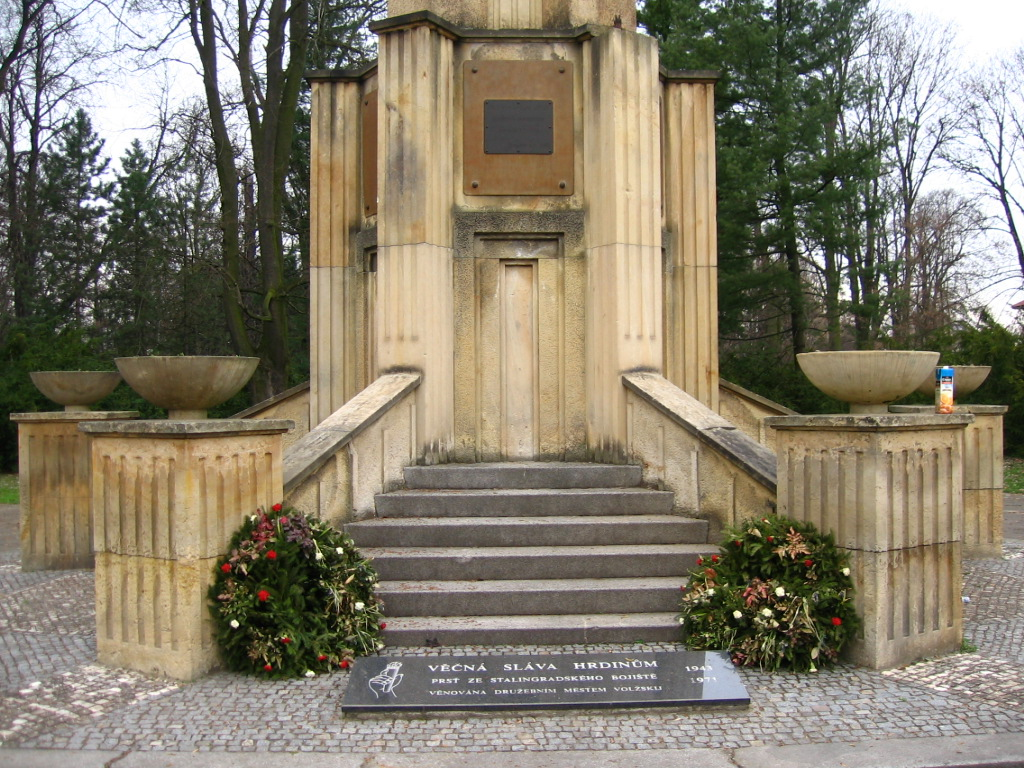
Památník Rudé armády (detail)

Pomník se nachází na okraji Čechových sadů. Má tvar obelisku s šestihrannou základnou. Na jeho vrcholu se nachází rudá pěticípá hvězda, dříve podsvětlená neonem. 
Tvar pomníku byl inspirován barokním sloupem Nejsvětější Trojice na Horním náměstí. Pomník dříve zdobily bronzové pamětní desky s plastickými zvětšeninami válečných vyznamenání podle návrhu sochaře Karla Lenharta. Desky byly v 90. letech 20. století ukradeny a v roce 1995 provizorně nahrazeny kovovými tabulkami. Před pomníkem se nacházejí čtyři hroby příslušníků Rudé armády padlých při osvobozování Olomouce.

## Zajímavosti
Pomník měl původně stát na místě Červeného kostela na třídě Svobody. Na výstavbu pomníku byla uspořádána sbírka, která vynesla během několika týdnů více než sto tisíc korun. Odhalení pomníku se účastnilo asi 50 tisíc lidí. Zmenšená varianta pomníku se nachází v olomoucké místní části Chomoutov.